# Assembly of European Regions
Assembly of European Regions (AER) är ett nätverk av regionala administrationer i Europa. Det är Europas största interregionala samarbete. Över 250 regioner från 32 länder deltar, tillsammans med 14 interregionala organisationer.[källa behövs]
År 1985 grundades Council of the Regions of Europe (CRE), som 1987 ombildades till Assembly of European Regions.
Från Sverige deltar landstingen i Dalarnas, Gävleborgs, Jämtlands, Jönköpings, Kronobergs, Norrbottens, Södermlands, Uppsala, Värmlands, Västerbottens, Västernorrlands, Västmanlands, Västra Götalands och Örebro län.